# Communauté d’agglomération de la Région Dieppoise
Die Communauté d’agglomération de la Région Dieppoise ist ein französischer Gemeindeverband mit der Rechtsform einer Communauté d’agglomération im Département Seine-Maritimein  der Regionen Normandie. Sie wurde am 26. Dezember 2002 gegründet und umfasst 16 Gemeinden. Der Verwaltungssitz befindet sich im Ort Dieppe.

## Mitgliedsgemeinden
| Gemeinde                                          | Einwohner 1. Januar 2022 | Fläche km² | Dichte Einw./km² | Code INSEE | Postleitzahl |
| ------------------------------------------------- | ------------------------ | ---------- | ---------------- | ---------- | ------------ |
| Ancourt                                           | 627                      | 12,44      | 50               | 76008      | 76370        |
| Arques-la-Bataille                                | 2.433                    | 14,69      | 166              | 76026      | 76880        |
| Aubermesnil-Beaumais                              | 524                      | 4,88       | 107              | 76030      | 76550        |
| Colmesnil-Manneville                              | 107                      | 1,91       | 56               | 76184      | 76550        |
| Dieppe                                            | 28.599                   | 11,67      | 2.451            | 76217      | 76200        |
| Grèges                                            | 840                      | 3,13       | 268              | 76324      | 76370        |
| Hautot-sur-Mer                                    | 1.879                    | 9,46       | 199              | 76349      | 76550        |
| Martigny                                          | 409                      | 5,06       | 81               | 76413      | 76880        |
| Martin-Église                                     | 1.595                    | 9,58       | 166              | 76414      | 76370        |
| Offranville                                       | 3.218                    | 17,34      | 186              | 76482      | 76550        |
| Rouxmesnil-Bouteilles                             | 1.806                    | 5,62       | 321              | 76545      | 76370        |
| Saint-Aubin-sur-Scie                              | 1.215                    | 7,74       | 157              | 76565      | 76550        |
| Sainte-Marguerite-sur-Mer                         | 475                      | 5,41       | 88               | 76605      | 76119        |
| Sauqueville                                       | 350                      | 3,39       | 103              | 76667      | 76550        |
| Tourville-sur-Arques                              | 1.190                    | 5,90       | 202              | 76707      | 76550        |
| Varengeville-sur-Mer                              | 962                      | 10,75      | 89               | 76720      | 76119        |
| Communauté d’agglomération de la Région Dieppoise | 46.229                   | 128,97     | 358              | –          | –            |